# Гней Кальпурній Пізон (консул 7 року до н. е.)
Гней Кальпу́рній Пізо́н (лат. Gnaeus Calpurnius Piso; 43 до н. е. — 20) — політичний та військовий діяч Римської імперії, консул 7 року до н. е. Мав пихату та важку вдачу, знаний також своєю жорстокістю та упертістю.

## Життєпис

### На службі Октавіану
Походив з впливового роду Кальпурніїв. Син Гнея Кальпурнія Пізона, консула 23 року до н. е., та Павли Попілії. У 26—25 роках до н. е. Пізон брав участь в іспанських кампаніях разом з Тиберієм Клавдієм Нероном, майбутнім імператором, що послужило початком їхньої дружби. З 15 року до н. е. став членом колегії монетаріїв.
У 7 році до н. е. його обрали консулом (разом із Тиберієм). Під час своєї каденції керував урочистостями на честь повернення Октавіана Августа разом зі своїм онуком Гаєм Цезарем. З 5 року до н. е. входив до колегії понтифіків.
З 4 до 3 року до н. е. обіймав посаду проконсула провінції Африка. Після повернення до Риму повідомив подробиці про цю країну Страбону для написання його «Географії». У 9—10 роках н. е. обіймав посаду легата пропретора Тарраконскої Іспанії, де заробив ненависть місцевих своєю жадібністю і зарозумілістю. Незадовго до смерті імператор Октавіан Август сказав про Пізона, що той гідний імператорської влади і, якщо випаде нагода, осмілиться її захопити.

### На службі Тиберію
У 14 році Пізон увійшов до колегії арвальских братів (на місце Августа) та августалів. У 15 році під час розгляду справи Граніта Марцелла, звинуваченого у здирництві й образі величі римського народу, Тиберій пообіцяв подати свою думку у цій справі, а у відповідь Пізон вказав, що втручання принцепса створить труднощі для обговорення і вплине на позиції сенаторів. У результаті Тиберій зняв з Марцелла звинувачення в образі величності. У тому ж році у сенаті Пізон заперечував проти пропозиції загатити притоки Тибру з метою боротьби з повенями.
У 16 році після засудження Лібона Друза Пізон разом з більшістю сенату чинив опір пропозиції Тиберія та Друза про покарання практикуючих у Римі астрологів, проте опір сенату в цьому питанні було блоковано народним трибуном. У цьому ж році Пізон висловив думку про те, що під час відсутності Тиберія в сенаті не повинно припиняти розгляди судових справ, але запанувала думка його опонента Азінія Галла.

### Конфлікт з Германіком
У 17 році імператор Тиберій призначив Пізона легатом Сирії, розраховуючи використовувати його як противагу Германіку, який вирушив у східні провінції з імперієм. У 18 році по дорозі до провінції Пізон виголосив перед жителями Афін страхітливу промову, в якій звинуватив їх у багатьох провинах перед римським народом і непрямим чином зачепив Германіка, який занадто м'яко з ними обійшовся. На Родосі кораблі Пізона наздогнали Германіка, який вже знав про нападки на нього, але, однак, надав Пізонові допомогу під час бурі, що загрожувала аварією корабля. Прибувши до Сирії, Пізон став домагатися популярності в легіонах, послабивши в них дисципліну, і повів агітацію проти Германіка, не виконав наказ Германіка про переведення частини військ до Вірменії. Взимку 18—19 років Пізон та Германік особисто зустрілися у Кіпрі і формально замирилися, проте неприязнь поміж ними тільки посилилася. Скориставшись від'їздом Германіка до Єгипту, Пізон скасував усі зроблені Германіком у Сирії розпорядження. Дізнавшись про це після повернення до Сирії, Германік обурився і наказав Пізону покинути провінцію, призначивши його наступником Гнея Сента. Незабаром після від'їзду Пізона Германік тяжко захворів і в жовтні 19 року помер. Його дружина Агріппіна звинуватила Пізона та його дружину Планціну в отруєнні, водночас виникли чутки про те, що Пізон діяв згідно з таємними вказівками Тиберія та Лівії.

### Останні роки
Після смерті Германіка Пізон спробував силою повернути собі владу над Сирією, проте солдати відмовилися йому підкоряться, а Сент завдав поразки. Тоді Пізон був змушений повернутися до Риму, де розпочався судовий процес над ним. Обвинувачами виступали Фульціній Тріон, Публій Вітеллій, Квінт Вераній та Квінт Сервій. Захисниками були Маній Емілій Лепід, Луцій Кальпурній Пізон та Лівіней Регул. Переконливих доказів провини Пізона в отруєнні Германіка пред'явлено не було, втім чутки, поширювані оточенням Агріпіни, створили сильну народну ненависть до Пізона. Друз, син Тиберія, відмовив йому у заступництві, а найвпливовіші сенатори — у захисті. Крім отруєння, Пізону були пред'явлені звинувачення у непокорі головнокомандувачу, розкладанні легіонів, перевищенні повноважень, заколоті, спростувати які було неможливо. Сенат, який розглядав справу, піддавався тиску з боку народних натовпів, що жадали смерті Пізона, а Тиберій ніяк не виявляв своїх вподобань. Пізон втратив усяку надію на виправдання і наклав на себе руки, не чекаючи винесення вироку. Існували чутки про те, що Пізона усунув Тиберій, який боявся його викриттів. У передсмертному листі Пізон заявляв про свою невинність і благав про милосердя до синів. Посмертно Пізона був визнаний винним в образі величності римського народу. Було заборонено його оплакувати, а всі його зображення підлягали руйнуванню. Родина Пізона була позбавлена прав виставляти його маску на похоронах, частина його майна була конфіскована, старшого сина Гнея зобов'язали змінити власне ім'я, молодшого вислали з Риму на 10 років. Втім дружину Пізона Планціну виправдали.

## Родина
- Дружина — Мунація Планціна
- Діти:

- Луцій (до того Гней) Кальпурній Пізон, консул 27 року.
- Марк Кальпурній Пізон, легат у 18—19 роках.